# Volkspistole
La Volkspistole ("Pistola del Poble") era una pistola d'emergència de l'Alemanya Nazi., produïda a finals de la Segona Guerra Mundial.
El disseny era el més simple possible i utilitzant les mínimes peces possibles, per a poder-la simplificar al màxim. Aquestes pistoles, que només van arribar a ser prototips, utilitzaven un sistema molt bàsic de blowback. Alguns prototips van ser construïts per Walther, i Mauser i Gustloff-Werke. La diferencia en la producció d'aquestes pistoles era mínima.
Avui en dia només es conserven 2 d'aquestes pistoles. Una d'aquestes està a la seu de la companyia Walther.